# گئورگی لووف
گئورگی یوگنیویچ لووف (روسی: Гео́ргий Евге́ньевич Львов؛ ۲ نوامبر ۱۸۶۱ – ۷ مارس ۱۹۲۵) یک سیاست‌مدار اهل امپراتوری روسیه بود.
وی در جریان انقلاب فوریه ۱۹۱۷ میلادی، از سوی مجلس روسیه به عنوان اولین نخست‌وزیر دولت موقت منصوب شد.
با وخامت اوضاع در روسیه و به اوج رسیدن درگیری‌های داخلی و شعله‌ور تر شدن قیام بلشویک‌ها، لووف در تاریخ ۲۱ ژوئیه ۱۹۱۷ استعفا داد و الکساندر کرنسکی را به عنوان جانشین خود اعلام کرد. لووف دربارهٔ استعفایش به یکی از دوستانش نوشته بود: «اکنون تنها راه نجات کشور تعطیل کردن شورا و به گلوله بستن مردم است. من نمی‌توانم این کار را بکنم اما کرنسکی می‌تواند.»